# Paratragon tragonoides
Paratragon tragonoides är en skalbaggsart som först beskrevs av Pierre Lepesme 1953.  Paratragon tragonoides ingår i släktet Paratragon och familjen långhorningar.
Artens utbredningsområde är Angola. Inga underarter finns listade i Catalogue of Life.